# Association nationale des comités et commissions locales d'information
Ne doit pas être confondu avec ANLCI.

Logo de l'ANCCLI

L'Association Nationale des Comités et Commissions Locales d'Information (ANCCLI), dénommée jusqu'en 2010 Association Nationale des Commissions Locales d'Information (ANCLI), est, en France, une association regroupant des Commissions Locales d'Information (CLI) auprès notamment des installations nucléaires de base.

## Mission
L'ANCCLI a une « mission générale d’information, de suivi et d’expertise
concernant le fonctionnement de l’installation nucléaire de base (INB), à laquelle chaque CLI est associée, et son impact sanitaire, environnemental et économique, durant la vie de l’installation et au-delà ». 
Créée le 5 septembre 2000, l’ANCCLI, l’Association Nationale des Comités et Commissions Locales d’Information, fédère les expériences et les attentes des 35 CLI et porte leurs voix auprès des instances nationales et internationales. L'une des missions essentielles des CLI est de relayer l’information auprès du grand public et de permettre ainsi, au citoyen, de se forger sa propre opinion sur le sujet du nucléaire. Sa mission consiste à informer le grand public et à développer l’expertise citoyenne sur les activités nucléaires. 
Les CLI questionnent l’exploitant (EDF, ORANO, CEA, ANDRA), l’ASN et l’IRSN, organisent des débats, effectuent des contre-analyses, surveillent l’environnement, engagent des expertises, participent à des inspections. Les travaux des CLI sont largement diffusés auprès de la population et des partenaires institutionnels via des lettres d’information, des réunions publiques, des articles de presse, leurs réseaux sociaux et sites Internet.

## Historique
Les commissions locales d'information (CLI) auprès des installations nucléaires de base et de toutes les structures assimilées ont été créées en 1981, dans le but d'associer les riverains et les acteurs locaux aux décisions d'implantation d'INB et de rééquilibrer le partage des informations et des responsabilités entre les collectivités locales, les régions et l’État.
Le 5 septembre 2000, le bureau de la conférence des présidents CLI crée l’Association Nationale des Commissions Locales d’Information (ANCLI), afin de fédérer les expériences et les attentes des 30 CLI existantes alors et d'être un interlocuteur unique auprès des instances nationales et internationales. 
En 2005 l'ANCCLI publie un premier Livre Blanc sur “la gouvernance locale des activités nucléaires”, destiné au gouvernement et au parlement qui préparaient alors une loi sur la transparence et la sûreté en matière nucléaire.
Cette loi est votée le 13 juin 2006 et donne un nouveau cadre législatif et réglementaire aux CLI, en les rendant indépendantes de l'exploitant. En application du décret du 12 mars 2008 précisant l'organisation des CLI, l’ANCLI revoit ses statuts et sa dénomination, devenant l'Association Nationale des Comités et Commissions Locales d'Information (ANCCLI). 
L'association est aujourd’hui l'interlocuteur de l’Autorité de sûreté nucléaire (ASN) en tant qu'organisme représentatif de la population.

## Objectifs
Les objectifs poursuivis par l'association sont les suivants :
- Favoriser l'échange d'expériences et la mise en commun d'informations entre les structures adhérant à l'ANCCLI ;
- Définir une représentation de l'ensemble des CLI ;
- Représenter les CLI au niveau national et international sur tous les sujets qui peuvent les concerner (loi sur la transparence, déchets, vieillissement des centrales, transport des matières radioactives, surveillance de l’environnement, démantèlement…).
- Contribuer, en toute indépendance, à la gestion du site Internet consacré à l'association ;
- Offrir un soutien logistique aux CLI ;
- Organiser différentes démarches pédagogiques à l'attention des CLI (visites, expositions..) ;
- Faire procéder à des études et expertises sur tout sujet lié à la protection de l'environnement et à la sûreté nucléaire
- Assurer des relations avec les organismes nationaux (ministères, Autorité de sûreté nucléaire , Institut de radioprotection et de sûreté nucléaire) et internationaux.

### Travaux
L'association a publié plusieurs livres blancs :
1. « Gouvernance locale des activités nucléaires », 2005[4].
2. « Matières et déchets radioactifs - territoires », 2006[5], publié à issue du débat public Déchets de 2005.
3. « Déchets radioactifs : éléments de débat sur le projet Cigéo », 2013, en lien avec le débat public sur le projet de centre de stockage réversible profond de déchets radioactifs (Cigéo). Ses propositions portent sur l’entreposage, la réversibilité, les enjeux éthiques, l’inventaire des déchets radioactifs et l’impact de Cigéo sur le territoire.
4. « Quelles conditions pour une participation  influente des CLI et de l’Anccli au suivi territorial et national des chantiers de démantèlement ? »[1], qui vise à « sensibiliser et former les CLI aux différentes questions que pose le démantèlement » ; à « valoriser et faire connaître le rôle des CLI et de l’ANCCLI dans le démantèlement » et à « penser, avec les autres acteurs du démantèlement, le rôle des CLI et de l’ANCCLI dans une gouvernance transparente et ouverte qui permette de satisfaire les exigences de la Convention d'Aarhus »
5. “Nucléaire : planification et gestion post-accidentelle dans les territoires, et le rôle des CLI ?”, 2017.